# Vjekoslav Dulić
Vjekoslav Dulić (Subotica, 27. siječnja 1957.), hrvatski je znanstvenik rođenjem iz Vojvodine.

## Životopis
Rođen je 1957. u Subotici. U rodnom je gradu završio srednju školu. Na studij je otišao u Zagreb, gdje je na Prirodoslovno-matematičkom fakultetu 1980. godine diplomirao biologiju.
Na poslijediplomski studij išao je u Izrael, gdje je u Rehovotu magistrirao na odsjeku za znanosti života pri školi Feinberg na institutu Weizmann. Doktorirao je u švicarskoj Lausannei na institutu za eksperimentalno istraživanje raka. Poslije doktorata stažirao je u Švicarskoj i u SAD-u. 1993. je godine otišao u francuski Montpellier u Centar za istraživanje biokemije makromolekula, pri sveučilištu u Montpellieru 1 (Université Montpellier 1). Od 1997. godine na Odsjeku za dinamiku staničnog ciklusa istraživački tim koji proučava kontrolu staničnog ciklusa i raka.
Njegovo veliko otkriće su geni u kvascu koje je otkrio zajedno s kolegama 1998. godine.  Ti geni kontroliraju staničnu diobu. Taj je njegov rad bio tada 9. najcitiraniji znanstveni tekst u biološkoj literaturi.